# Parville
Parville ist eine französische Gemeinde mit 288 Einwohnern (Stand: 1. Januar 2022) im Département Eure in der Region Normandie (vor 2016 Haute-Normandie). Sie gehört zum Arrondissement Évreux, zum Kanton Conches-en-Ouche sowie zum Gemeindeverband Évreux Portes de Normandie. Die Einwohner werden Parvillais und Parvillaises genannt.

## Geografie
Parville liegt etwa drei Kilometer nordwestlich des Stadtzentrums von Évreux. Umgeben wird Parville von den Nachbargemeinden Gauville-la-Campagne im Norden, Évreux im Osten und Südosten, Saint-Sébastien-de-Morsent im Süden sowie Caugé im Westen.

## Bevölkerungsentwicklung
| Jahr                       | 1962 | 1968 | 1975 | 1982 | 1990 | 1999 | 2006 | 2019 |
| Einwohner                  | 183  | 212  | 244  | 311  | 340  | 320  | 287  | 292  |
| Quellen: Cassini und INSEE |      |      |      |      |      |      |      |      |

## Sehenswürdigkeiten

Kirche Saint-André

- Kirche Saint-André